# Juliet Daniel
Juliet M. Daniel es una profesora de biología canadiense en la Universidad McMaster, donde su investigación se centra en la biología del cáncer. Es reconocida en el campo de la biología del cáncer por el descubrimiento y nombramiento del gen Kaiso, y ha recibido varios prestigiosos premios en reconocimiento a su investigación y liderazgo, incluido el Premio a la Excelencia en la Investigación de Ontario y el Premio Vicerrector de la Universidad de las Indias Occidentales. 

## Educación y carrera
En 1987, completó una licenciatura en ciencias de la vida en Queen's University y luego un doctorado en microbiología en la University de Columbia Británica en 1993. Después de su doctorado, completó becas de investigación postdoctorales durante tres años en el Hospital de Investigación Infantil St. Jude, y luego siguió el traslado de su supervisor a la  Universidad Vanderbilt, en Memphis, Tennessee, donde permaneció durante otros tres años.
Durante su beca, descubrió el gen Kaiso, y lo nombró así debido al calipso (una forma popular de música caribeña).  Descubrió que Kaiso regula transcripcionalmente los genes involucrados en laproliferación celular y adhesión celular.
Después de su beca postdoctoral, se unió al Departamento de Biología de la Universidad de McMaster en noviembre de 1999, donde ahora es profesora titular.  El laboratorio de Daniel estudia el cáncer de mama triple negativo (TNBC), específicamente para identificar factores de riesgo genéticos que pueden explicar la prevalencia y la alta mortalidad asociada con TNBC en mujeres de ascendencia africana. En 2017, el laboratorio de Daniel demostró que Kaiso desempeña un papel en la proliferación y supervivencia de las células TNBC.
Su investigación se ha citado más de 4.000 veces y tiene un índice h de 26.  Ha sido reconocida por su investigación y tutoría por múltiples premios, incluido un Premio de Vicerrectora de la Universidad de las Indias Occidentales. Ha recibido fondos de agencias nacionales e internacionales, entre ellas CIHR, NSERC y los Premios IDEA para el Cáncer de Mama (Programa de Investigación Médica Dirigida por el Congreso) de los EE. UU.
Daniel asesora a los estudiantes a través de la Asociación del Caribe Africano en la Universidad McMaster, así como a los jóvenes que pertenecen a la comunidad del Caribe africano de Hamilton.  Es cofundadora de la organización canadiense LEAD multicultural para tutoría y capacitación.

## Vida personal
Fue diagnosticada con cáncer de mama en marzo de 2009.  Después de años de tratamiento (que incluyeron una mastectomía, tratamiento con tamoxifeno y cirugía de reconstrucción), ahora está sana.

## Premios
- Premio Harry Jerome (Categoría: Tecnología e Innovación) (2017).[4][9]
- Premio a la excelencia en investigación de Ontario Premier.[1][5][12]
- Barbados Corona de Mérito de Oro.[5]
- Premio Nacional Bola.[5]
- Premio John C. Holland (para el logro profesional).[1][5]
- Corona de Mérito de Oro para la Investigación del Cáncer del Honor Nacional de Barbados, Barbados (2010);
- Premio a la Excelencia Errol Walton Barrow, Barbados Ball Canada Aid, Toronto (2009);
- Premio a la Excelencia en la Ciencia de Canadá por africanos, Toronto (2008)[13]
- Premio Académico Minoritario, Asociación Americana para la Investigación del Cáncer (2004);
- Premio Premier a la Excelencia en Investigación de Ontario, McMaster (2001-2006); NSERC pre (1989-91) y post- (1994-96) becas de doctorado.[1]